# Aston Martin DBR22
L'Aston Martin DBR22 è un'autovettura prodotta dal 2022 dalla casa automobilistica britannica Aston Martin.

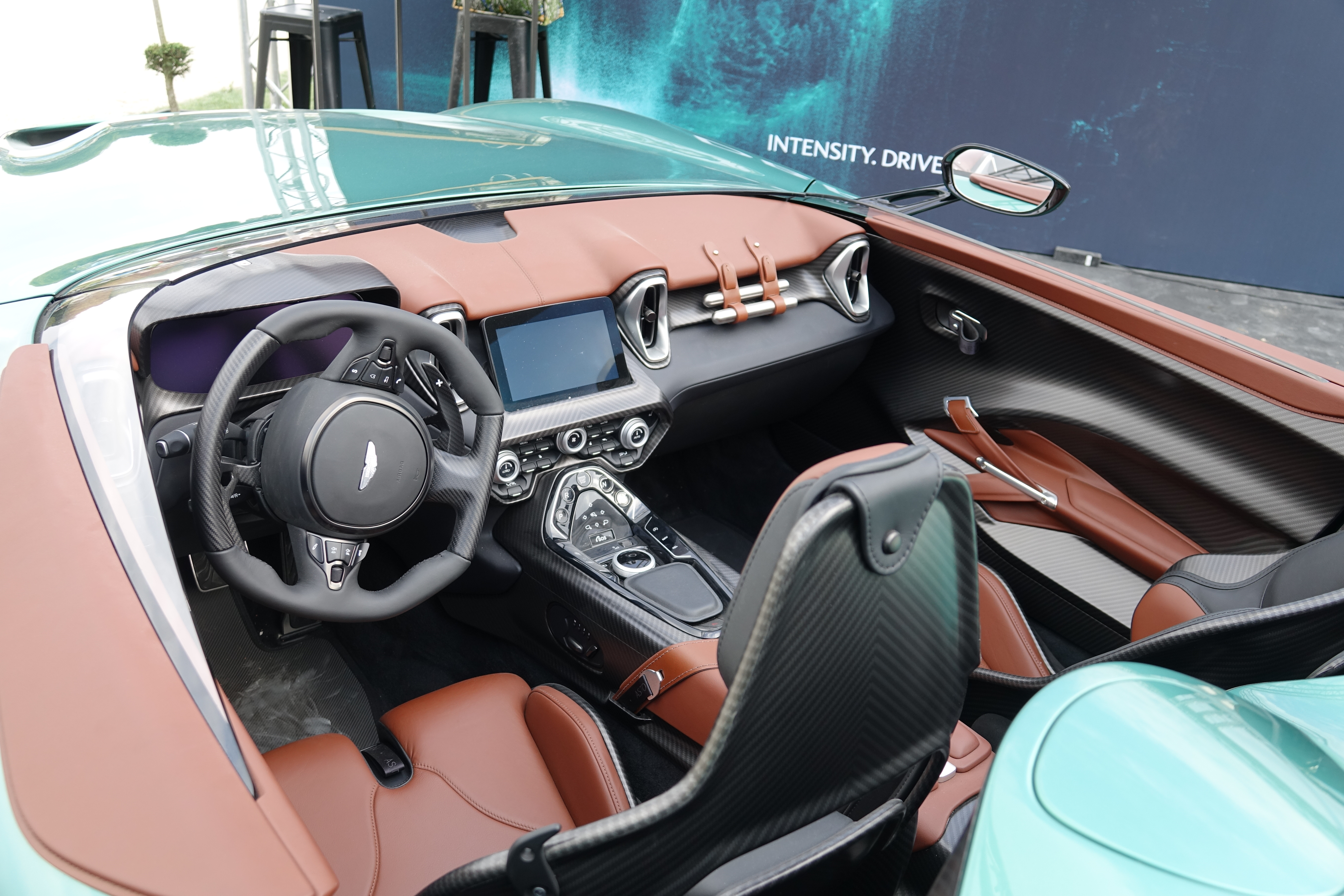
Dettaglio degli interni

## Descrizione
La DBR22, che è stato presentato ufficialmente al pubblico al Concorso d'eleganza di Pebble Beach in California il 16 agosto 2022, è stata creata per celebrare i dieci anni dall nascita del reparto speciale Q, che si occupa dell'allestimento e della personalizzazione delle vetture Aston Martin su richiesta dei clienti. La vettura, una barchetta a motore anteriore senza montanti e parabrezza, che si ispira all'Aston Martin DB3S e alla vettura da corsa sportiva Aston Martin DBR1 vincitrice della 24 Ore di Le Mans del 1959.
Il DBR22 condivide il motore V12 biturbo da 5,2 litri dalla DBS Superleggera e della V12 Speedster, la cui potenza è stata aumentata a 715  CV e 753 Nm di coppia venendo abbinato al cambio automatico ZF a otto rapporti.